# 方仰寧
方仰寧（1963年3月22日—），中華民國警察，現任新北市政府警察局局長。歷任警界要職，包括中正一分局副分局長、分局長，臺北市政府警察局大隊長、主任秘書、副局長，內政部警政署主任秘書、警政委員，屏東縣政府警察局局長，彰化縣政府警察局局長，以及臺南市政府警察局局長等。

## 早年
方仰寧出生於彰化縣和美鎮。畢業於精誠中學後，就讀中央警察大學，50期行政警察學系畢業。他在同校完成碩士學位，論文題目為《取締酒後駕車勤務之研究─以臺北市為研究範圍》。

## 職業生涯
- 2014年8月29日，內政部警政署公布人事案，儘管社會輿論給予方仰寧正反兩極的評價[3][4]，然而方仰寧仍升任警政署交通組組長[5]。

- 2015年9月11日，內政部警政署公布人事案，方仰寧調任屏東縣政府警察局局長[6]。

- 2017年2月17日，內政部警政署公布人事案，方仰寧調任台北市政府警察局主任秘書[7]。

- 2017年11月3日，內政部警政署公布人事案，方仰寧調任台北市政府警察局副局長[8]。

- 2019年3月20日，內政部警政署公布人事案，方仰寧調任彰化縣政府警察局局長[9]。

- 2020年6月19日，內政部警政署公布人事案，方仰寧升任警政署警政委員[10]。

- 2020年9月23日，內政部警政署公布人事案，方仰寧調任警政署主任秘書[11]。

- 2021年1月13日，內政部警政署公布人事案，方仰寧調任臺南市政府警察局局長[12]。

- 2023年1月16日，內政部警政署公布人事案，方仰寧調任警政署警政委員[13]。

- 2024年1月17日，內政部警政署公布人事案，方仰寧調任臺灣警察專科學校校長[14]。
- 2025年8月1日，內政部警政署公布人事案，方仰寧調任新北市政府警察局局長。

## 言論及事件

### 一人散步繞行總統府 違反集會遊行法
2012年5月15日至6月2日，前台灣獨立建國聯盟代理主席吳庭和每天身穿印有「他馬的」、「停止賣台」字樣T恤，散步繞行總統府約二十圈，十三日遭中正一分局長方仰寧以「調查違反集會遊行法」為由約談。吳感嘆，「難道總統府廣場已變成天安門廣場？」方仰寧則表示，自上月二十五日起，吳庭和每日率十至三十名不等的群眾，身穿相同「反美牛」T恤、頭戴印有「無能下台，叛國死罪」的棒球帽，在總統府四周集會遊行禁制區以靜默方式繞行，經警方舉牌制止仍持續，已經違反「集會遊行法」規定。
台灣獨立建國聯盟則發表聲明表示警方當天在抓走吳庭和前，並未依法舉牌（請警方出示當天的蒐證錄影帶說明），當吳庭和一個人欲通過凱道時（時間約10月11日上午9點02分左右），即被制止，吳庭和問警方「為何別人可以通行，我為何不能通行？」，警察回答：「因為你穿那件衣服」，隨後吳庭和將T恤脫下，「這樣可以走了吧」，欲繼續前進時，警方說：「抓起來」，吳庭和極力抗拒（如照片所示，時間是10月11日上午9點5分），4個制服警察加1個刑警（蒐證者）馬上逮捕他，並把他捕入警車（時間是10月11日上午9點7分），在極其有效率的情況下，前後不到2分鐘的時間，吳庭和即消失在凱達格蘭大道總統府前。

### 勞團以麻繩企圖拉倒拒馬 警方以長竹竿戳回反制
2013年5月1日，勞團在五一勞動節苦勞上街頭時，不滿行政院將勞工隔絕在3層拒馬外，以麻繩企圖拉倒拒馬，台北市警局中正一分局的警方以長竹竿戳回反制。市警局長黃昇勇坦承竹竿非為正式的警用器材作法不當，對此公開道歉也將檢討，若有人員失職將予懲處，方仰寧則坦承竹竿是他提出的構想。委員會決議，未來警局不得使用非正式器材對付民眾。

### 323佔領行政院事件
2014年3月23日，太陽花學運3,000名學生佔據行政院，警方為了驅離學生，鎮暴警察以盾牌、警棍將抗議學生強行架走，爆發激烈肢體衝突，現場指揮官方仰寧率鎮暴部隊準備前進，下達射水指令後，水槍朝中山南路上群眾揮掃，攻占行政院的民眾退至立法院。六波鎮壓驅離行動後，順利將佔據行政院內外的學生強行驅離。
2014年3月26日，立法院召開內政委員會第5次全體委員會議，此次的總指揮是台北市警察局局長黃昇勇、中正一分局長方仰寧，但他們都沒有出席。警政署長王卓鈞說，「警察的問題就讓我來回答。」立委段宜康進一步逼問，是不是所有警方的責任都由你負責，王回應，「警察的事情都與我有關，該負的責任我會負。」在會議上在野黨立法委員質疑3月24日警方驅離佔領行政院抗議者的做法失當，認為行政院院長江宜樺應該道歉且必須提出懲戒名單。

### 411包圍中正第一分局事件
儘管太陽花學運抗議學生已陸續撤出立法院，但部份團體（如公投護台灣聯盟蔡丁貴等人）不願離開，蔡丁貴盛怒之下，跳到車道被車撞傷。日後經他本人所說，他的目的並非單純尋死，而是欲造成交通癱瘓。
2014年4月11日，時任民主進步黨台北市議員高嘉瑜還批方仰寧片面廢止公投盟的集遊權，已違法違憲，提言追究警方的違法違憲責任。中正一警分局長方仰寧表示，公投盟召集人蔡丁貴今年4月3日、6日、7日分別在立院周邊阻礙立委及官員進出立院、在總統官邸及行政院周邊違法集遊，才依《集遊法》取消其至4月19日在立院周邊的集遊權，「這是我的職責」。方也強硬表示，蔡已申復，將由北市警局受理，往後蔡再申請集遊，他也不會同意，若因此衍生違法違憲之責，他不會逃避。
2014年4月11日晚上，因中正第一分局宣布「對於（公投盟）日後所申請之集會不予許可。」群眾路過台北市警局中正一分局，力挺公投護臺灣聯盟的蔡丁貴教授，要求警方返還路權。
2014年4月11日晚上，台北市長郝龍斌及市警局表示，不會在調查報告沒出來前，在群眾壓力下，就任意要求執法的同仁下台，包括方仰寧在內。郝龍斌認為，若讓對方就這樣請辭，以後人人都可以當審判者，並不符合社會期待。
2014年4月11日在包圍中正一分局時，洪崇晏拿起麥克風和群眾喊口號要求方仰寧下台，並向對方說「如果蔡教授拿回路權，你就要道歉下台」，接著又說「如果蔡教授沒有拿回路權的話，你就要很小心，你會害馬政府滅亡，你會害你自己被暗殺，我不是在威脅你，我是在陳述事實」，因而引發爭議。
2014年4月12日，網友發起的「無限期支持方仰寧、支持警察」粉絲團，已經有二十多萬人按讚，加入力挺方仰寧。之後有網友聲稱1/3按讚者為殭屍帳號並提供灌讚方法而引發爭議。
2014年4月13日，該粉絲團表示：「創立粉絲團並不能規範誰能按讚誰不能按讚，因此我們無權且無法拒絕『殭屍』的支持，我們聲明，我們並無使用不正當手段創造及購買粉絲，創立粉絲專頁是希望大家能正視台灣現在所面對之問題，最後我們感謝創辦殭屍的『善心人士』感謝你們的支持，但希望你們不是為樂刻意栽贓而幫助我們」。
台北市長參選人柯文哲表示倘若因民粹要官員下台是不好的文化，同為參選人的蔡正元亦聲稱一旦當選，不僅不准方仰寧辭職，還要馬上幫他升官加薪。推動汽機車強制責任險、人稱「柯媽媽」的柯蔡玉瓊要表示方仰寧十多年前就在幫她，對方仰寧表示支持。
台北市長參選人馮光遠表示方仰寧違背憲法，讓這次事件具有高度重要性及法律正當性，就如同太陽花學運雖然以體制外方式佔領國會，是人民為對抗政府非法作為所必要採取的手段。
公投護台灣聯盟召集人蔡丁貴表示，中正一分局長方仰寧犯的錯只有發出「永久取消公投盟路權」的公文。「我是跟他（方仰寧）講，你這樣的素質應該是台灣好警察典範，我考慮向未來新的總統推薦擔任警政署長的人選之一」，肯定警方辛勞，蔡丁貴把矛頭指向更高層，認為是馬英九、江宜樺下令把公投盟驅離立法院廣場。
2014年4月13日，洪崇晏為向方仰寧嗆聲稱「你會害你自己被暗殺」，向方仰寧及社會表示歉意。15日，洪表示當天活動的首謀就是「方仰寧、中正一分局、馬政府以及行政機關」、「如果檢警要依照惡法（集會遊行法）的習慣辦案，我會承擔」、「我願意說對不起，我可以當面跟他（方）道歉，不知道他有沒有機會對他錯誤的決策跟群眾以及蔡丁貴道歉，這是我的期待」。

## 個人生活
妻子邱子珍為臺北市政府警察局犯罪預防科三線一星秘書（昔日該局少年警察隊隊長）。